# Suzanne Noël
Suzanne Noël, geboren als Suzanne Blanche Marguerite Gros, (Laon, 8 januari 1878 – Parijs, 31 januari 1954) was een Frans plastisch chirurg en feminist. Ze was een van de eerste vrouwelijke plastisch chirurgen en ze stond bekend om haar efficiënte faceliftoperaties. Verder was Noël stichter van de Europese tak van de soroptimisten.

## Biografie
Noël werd in 1878 geboren als enig kind van een welgestelde familie. Op haar negentiende trouwde ze met Henri Pertat, een negen jaar oudere arts. In 1905 startte ze met medisch onderwijs, om haar echtgenoot te kunnen assisteren. In 1912, na de geboorte van hun dochter, slaagde ze voor het "Internat des Hospitaux de Paris". Hetzelfde jaar werd haar interesse in de chirurgie gewekt door de actrice Sarah Bernhardt, die er na een operatie in de VS "verrassend verjongd" uitzag. Het leidde ertoe dat ze onder meer haar kennis van de MKA-chirurgie verbreedde. Bij het uitbreken van de Eerste Wereldoorlog moest ze nog afstuderen, maar mocht ze net als andere gevorderde studenten de geneeskunde alvast gaan beoefenen. Ze trad in dienst bij het militaire hospitaal van Val-de-Grâce, waar ze samenwerkte met de MKA-pionier Hippolyte Morestin. In de loop van de oorlog deed ze veel werk voor de zogenaamde gueules cassées, soldaten die aan het gelaat ernstig verminkt waren geraakt. In 1916 vestigde zij een eigen praktijk, waar ze opnieuw veel plastische chirurgie en reconstructies deed.
Haar echtgenoot Pertat raakte in de oorlog gewond door mosterdgas, waaraan hij na jaren behandeling bezweek. Ze hertrouwde in 1919 met de dermatoloog André Noёl, met wie zij vermoedelijk al enige tijd een verhouding had. In 1922 overleed haar dochter aan de Spaanse griep en André Noёl maakte twee jaar later een eind aan zijn leven.
Omdat ziekenhuizen na de oorlog weinig belangstelling hadden voor cosmetische chirurgie, begon ze een kliniek in haar huis. Daar behandelde ze in toenemende mate beroemdheden en andere welgestelden. Ze beoefende er verscheidene vormen van cosmetische en reconstructieve chirurgie. Ze stond bekend om haar petite operation, een bescheiden facelift. Toch voerde ze in toenemende mate ook voor die tijd gewaagdere cosmetische operaties uit, onder meer aan buik, borsten, benen en handen. Daarbij ontwikkelde ze technieken die soms anno 2020 nog worden gebruikt. In 1926 schreef ze een handboek over plastische chirurgie dat breed werd gelezen. In 1928 ontving ze de onderscheiding Legioen van Eer voor bijdragen aan het internationale aanzien van de Franse wetenschap. Ze zou begin jaren 1930 de eerste Nederlandse plastisch chirurg, Annie Mulder van de Graaf, opleiden. Na een staaroperatie in 1936 moest ze noodgedwongen minder gaan werken. Toch zou ze tijdens de Tweede Wereldoorlog nog veel gezichtsaanpassingen verrichten bij leden van het Franse verzet en bij joden die door de Gestapo werden gezocht.

### Soroptimisten
In 1923 werd haar belangstelling gewekt voor de Soroptimisten, een vrijwilligersorganisatie voor vrouwen en hun belangen. In 1924 vestigde ze de eerste Europese afdeling, in Parijs, met 56 leden. Daarna stond ze (mede) aan de wieg van vestigingen in veel Europese steden en in 1930 werd ze de eerste president van de Europese soroptimisten.